# Línea 9C (RTP)
La línea 9C del RTP de la Ciudad de México une Santa Fe con Puerta Grande. El tipo de servicio de la línea es de Expreso

## Recorrido y paradas
La Línea no tiene paradas intermedias, solo tiene 2 paradas las cuales son las terminales de inicio y fin de ruta.